# Skrå ydre bugmuskel
Skrå ydre bugmuskel er den største og superficiale (yderste) af de tre flade muskler på den laterale anteriore mave.